# حمام ده‌کهنه
حمام ده‌کنه مربوط به دوران‌های تاریخی پس از اسلام است و در شهرستان لامرد، بخش چاه‌ورز، ده‌کهنه واقع شده و این اثر در تاریخ ۲۵ دی ۱۳۹۹ با شمارهٔ ثبت ۳۳۰۱۸ به‌عنوان یکی از آثار ملی ایران به ثبت رسیده‌است.